# Pravopisne.cz
Pravopisne.cz je webový portál, který slouží k procvičování českého jazyka, online a zdarma. Obsahuje pravopisná cvičení, mluvené diktáty, rady a tipy, nejčastější chyby, větné rozbory a testy z literatury. Podstatou je srozumitelné vysvětlení s několika příklady pro správné a úplné pochopení.
Projekt vznikl jako bakalářská práce dvou studentů Jazykové a literární kultury na Pedagogické fakultě Univerzity Hradec Králové. Portál je v provozu od 1. září 2011.

## Obsah webu
Za cíl si dává pomoci žákům základní školy a studentům středních škol i ostatním, kterým není český jazyk lhostejný. Díky on-line prostředí je možné procvičovat odkudkoli a mít výsledky svých testů obratem. V současnosti najdete na webu přes 500 pravopisných cvičení a více než 700 nejčastějších chyb s vysvětlením. Samozřejmostí jsou i pravidla pravopisu, pravidla větného rozboru, mluvené diktáty a další potřebné zákonitosti správného používání jazyka.
Je možné také vytvoření uživatelského profilu, který umožňuje sledovat, jaká cvičení student již vyzkoušel a s jakým výsledkem. Díky tomu má přehled o potřebě cíleného procvičování nebo zlepšení v dané oblasti. To může být prospěšné studentům, ale pro představu o pokroku dětí ho mohou využít i tzv. rodiče a učitelé.
Pro děti jsou k dispozici i tzv. zábavná procvičování, které jim umožní získávat znalosti a přitom si hrát. Jedná se například o doplňovačky, kvízy, pravoxeso, pravocviko, pravokvíz nebo zvukové diktáty, jež umožňují 3 rychlosti přehrávání.
Základní školy využívají Pravopisne.cz při výuce jako samostatnou práci nebo domácí úkol a doporučují je pro samostudium. V roce 2018 se web těší téměř půl miliónové návštěvnosti za měsíc. Na zkvalitňování a rozšiřování obsahu nadále tým Pravopisne.cz pracuje a připravuje i hry a placenou sekci.

## Získaná ocenění
- Za projekt Pravopisne.cz získali jeho tvůrci Tomáš Tuček a Ondřej Martínek cenu rektora Univerzity Hradec Králové (25. 11. 2011) viz UHK zpravodaj.
- V roce 2015 byl portál nominován na Křišťálovou lupu do sekce Veřejně prospěšné služby (19. 11. 2015).[5]